# Annop Chaipan
Annop Chaipan (tiếng Thái: อรรณพ ชัยแป้น, sinh ngày 6 tháng 7 năm 1983) là một cầu thủ bóng đá người Thái Lan đã giải nghệ thi đấu ở vị trí tiền vệ phòng ngự.

## Đời sống cá nhân
Anh trai của Annop, Ramthep Chaipan, cũng là một cầu thủ bóng đá ở vị trí tiền vệ phòng ngự.